# 原爆傷害調査委員会

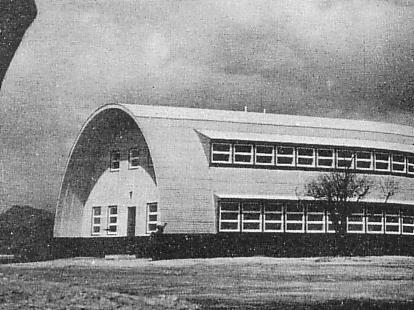
原爆傷害調査委員会（ABCC）1954年頃

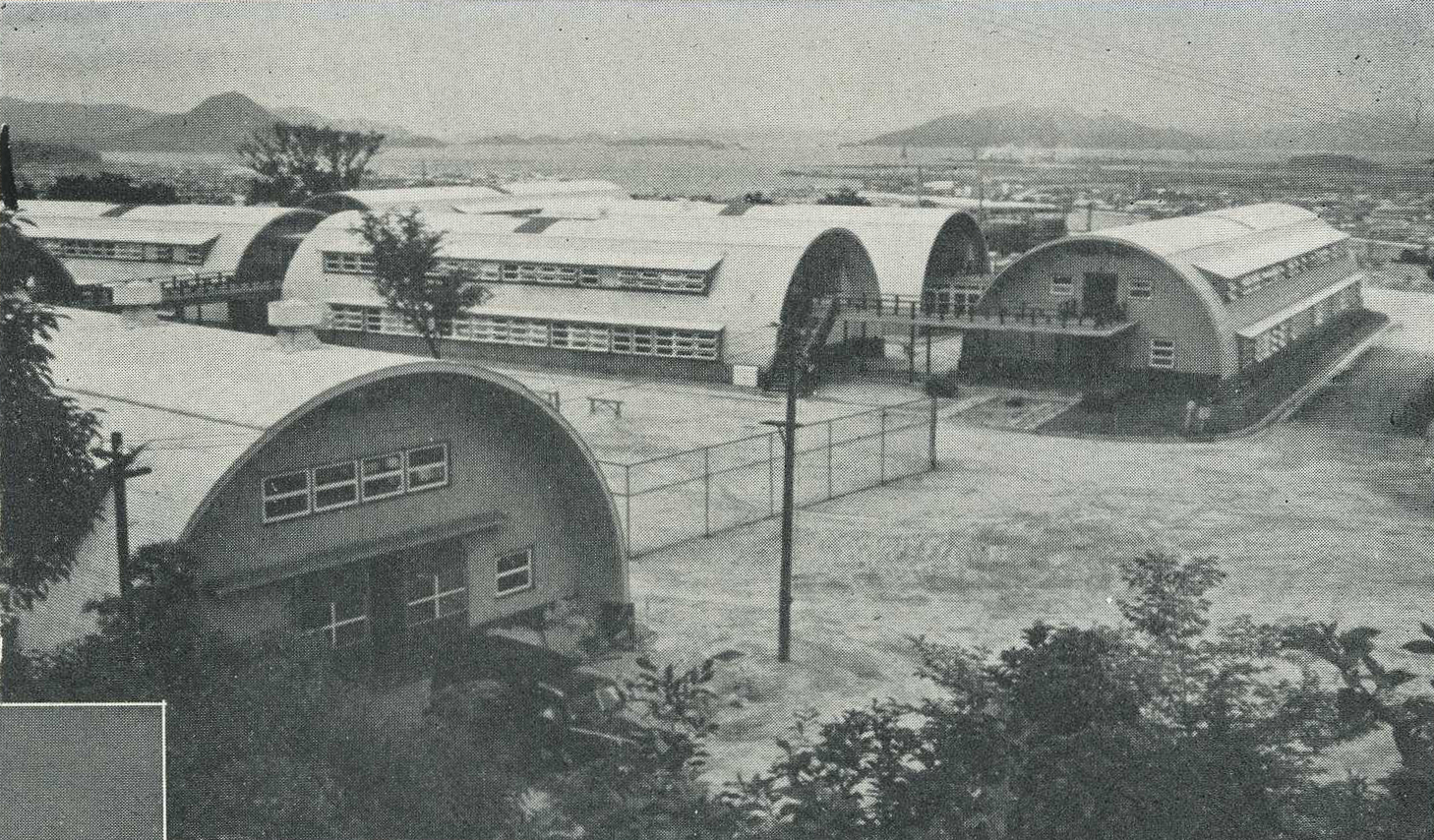
原爆傷害調査委員会（ABCC）1955年頃

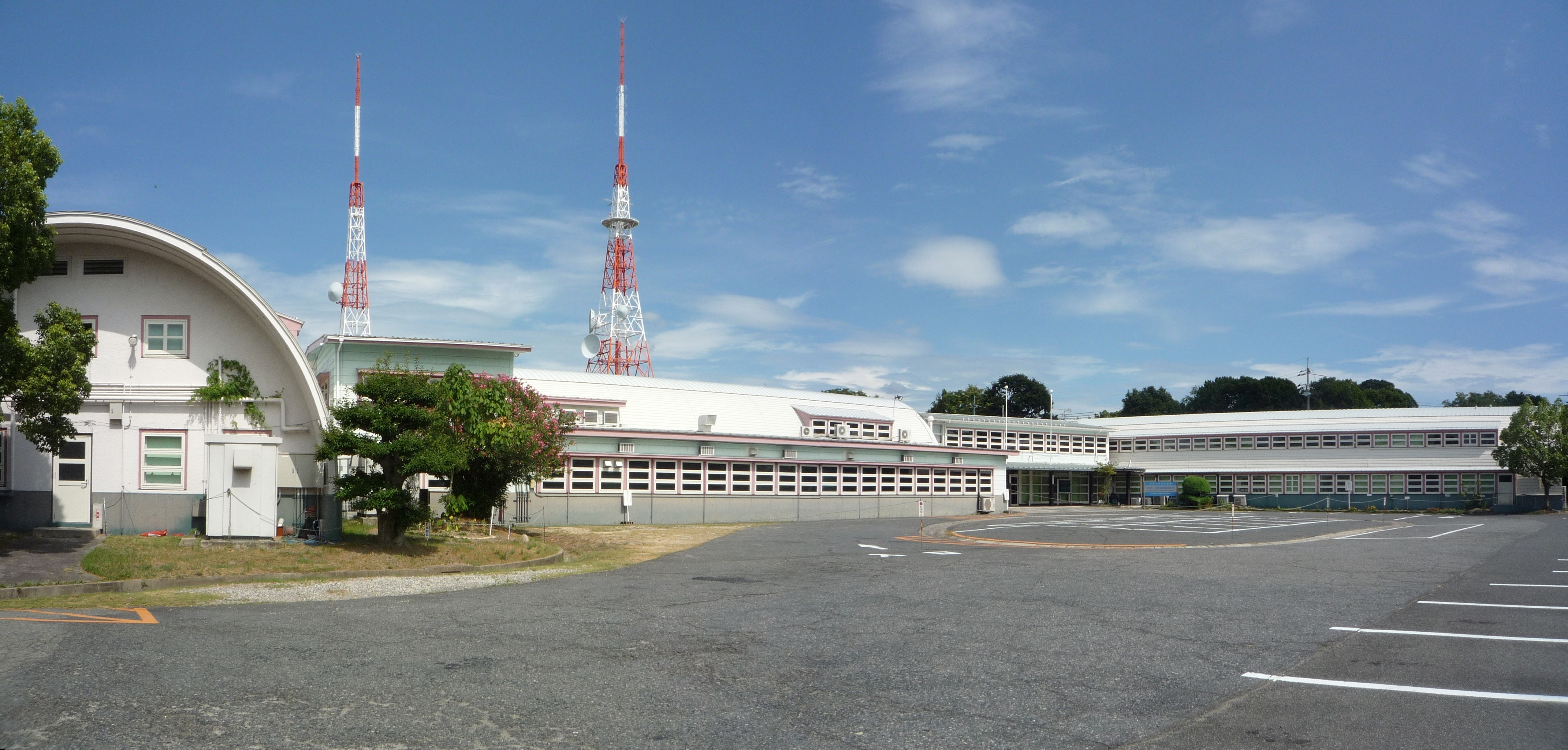
改組後の放射線影響研究所　2011年

原爆傷害調査委員会（げんばくしょうがいちょうさいいんかい、Atomic Bomb Casualty Commission、ABCC）は、原子爆弾による傷害の実態を詳細に調査記録するために、広島市への原子爆弾投下の直後にアメリカ合衆国が設置した民間機関である。

## 総説
米国科学アカデミー（NAS）が1946年に原爆被爆者の調査研究機関として設立。当初、運営資金はアメリカ原子力委員会（AEC）が提供したが、その後、アメリカ公衆衛生局、アメリカ国立癌研究所、アメリカ国立心肺血液研究所（en:National Heart, Lung, and Blood Institute）からも資金提供があった。1948年には、日本の厚生省国立予防衛生研究所が正式に調査プログラムに参加した。
施設は、広島市の比治山の山頂（元々比治山陸軍墓地があった地）に作られた。カマボコ型の特徴的な建物であった。
ABCCは調査が目的の機関であるため、被爆者の治療には一切あたることはなかった。このため、被爆者を対象にした健康診断が行なわれるようになったものの、その診断結果は全て此処に送られるため、健康診断を受けた被爆者たちの多くが「自分たちは原爆の効果を調べるための研究材料にされた」と証言し、この施設を批判している。
ここでの調査研究結果が、放射線影響の尺度基本データとして利用されることとなった。
1975年、ABCCと厚生省国立予防衛生研究所（予研）原子爆弾影響研究所を再編し、日米共同出資運営方式の財団法人放射線影響研究所（RERF）に改組された。

## 沿革
- 1945年

8月 広島・長崎に原子爆弾投下  
9月 アメリカ陸軍・アメリカ海軍の軍医団は、旧陸軍病院宇品分院に収容された被爆者から陸軍医務局、東京帝国大学医学部の協力で、都築正男（東大）、アシュレー・オーターソン（米陸軍）、シールズ・ウォーレン（米海軍）による日米合同調査団を編成、約1年間の被爆調査が行われた。ここでの収集資料の解析に日本の研究者の参加は認められず、全調査資料が米国に送られ、アメリカ陸軍病理学研究所（en:Armed Forces Institute of Pathology）に保管された。
- 1946年11月 原爆放射線被爆者における放射線の医学的・生物学的晩発影響の長期的調査を米国科学アカデミー－全米研究評議会(NRC）が行うべきであるとするハリー・トルーマン米大統領令が出され、10日後に4人の専門家が広島入り
- 1947年3月 広島赤十字病院の一部を借り受けて原爆傷害調査委員会（ABCC）開設
- 1948年

1月 厚生省国立予防衛生研究所広島支所が正式にABCCの研究に参加、ABCCが広島市宇品町旧凱旋館に移転
3月 主要遺伝学調査開始
7月 長崎ABCCを長崎医科大学附属第一医院（新興善小学校）内に開設 
10月 主要小児科研究プログラムを長崎で開始
- 1949年

3月 主要小児科研究プログラムを広島県呉市で開始
7月 比治山で地鎮祭を行い、研究施設の建設を開始
8月 ABCC被爆者人口調査開始 
11月 長崎ABCC、長崎県教育会館へ移転
- 1950年

1月 白血病調査開始
8月 成人医学的調査を広島で開始、その後長崎でも開始 
10月 国勢調査の附帯調査として全国原爆被爆生存者調査を実施、全国で約29万人を把握 
11月 比治山研究施設工事が完了、移転開始
- 1951年

1月 胎内被爆児調査開始
10月 三笠宮崇仁親王が視察
- 1952年1月 死亡および死因の試行調査開始
- 1953年12月 広島ABCC施設内に10床の病室設置
- 1955年

9月 剖検に協力した被爆者の第1回追悼法要（広島市寺町徳応寺）
11月 アメリカ原子力委員会（AEC、現アメリカ合衆国エネルギー省）と学士院（米国科学アカデミー）、学術会議（全米研究評議会）でつくる「ABCCに関する科学的再検討特別委員会（フランシス委員会）」が研究計画の大幅見直しを提案、固定集団を基盤とする「統合研究計画」を勧告
11月  　第1回ABCC日本側評議会を開催（東京）
- 1958年

7月 成人健康調査開始
8月 国立予防衛生研究所（予研）と寿命調査に関する同意書が交わされ、日米共同研究体制の基盤が確立
- 1966年6月 第1回ABCCオープンハウス（長崎）
- 1975年

2月 米国科学アカデミー視察団来訪、のち3月26日付でABCCに関する科学的再検討特別委員会の報告を作成
4月 広島・長崎で放射線影響研究所開所式、広島で第1回理事会開催

## 関連文献
- 原爆傷害調査委員会『原爆傷害調査委員会業績報告書』1959年 - 1975年
- 原爆傷害調査委員会『原爆傷害調査委員会年報』1957年 - 1975年
- 原爆傷害調査委員会『原爆傷害調査委員会 1974-1975 ABCC-予研共同研究総括報告書』原爆傷害調査委員会・国立予防衛生研究所共同刊行、1978年
- 原爆傷害調査委員会『ABCC発表要覧』1963年
- 原爆傷害調査委員会『ABCC-予研病理学的調査広島・長崎 作業要綱』1963年
- 国立予防衛生研究所・原爆傷害調査委員会編『ABCC20年の歩み』国立予防衛生研究所、1966年
- 『ABCC業績報告書および関連発表論文 1959-66年』原爆傷害調査委員会、1967年
- 『予研-ABCC共同研究20年の歩み』国立予防衛生研究所、1969年3月　全国書誌番号　20901436
- 原爆傷害調査委員会編『ABCC発表論文目録 : 1947-1974』国立予防衛生研究所、1974年  全国書誌番号  77001102[8]
- 笹本征男『米軍占領下の原爆調査 原爆加害国になった日本』新幹社、1995年10月 ISBN 4-915924-65-3 [9]